# Episodi di Royal Pains (terza stagione)
La terza stagione della serie televisiva Royal Pains, composta da sedici episodi, è stata trasmessa in prima visione assoluta negli Stati Uniti d'America dal canale via cavo USA Network dal 29 giugno 2011 al 22 febbraio 2012; la prima parte della stagione, formata da 10 episodi, è stata trasmessa fino al 31 agosto 2011, mentre i rimanenti 6 episodi sono stati trasmessi dal 18 gennaio 2012.
In Italia, la stagione è stata trasmessa in prima visione dal canale pay Joi dall'11 novembre 2011 all'8 maggio 2012; i primi 10 episodi sono stati trasmessi fino al 30 dicembre 2011, mentre i 6 episodi restanti sono stati trasmessi dal 24 aprile 2012. In chiaro è invece andata in onda su La5 dal 9 dicembre 2012 al 27 gennaio 2013.
| nº | Titolo originale               | Titolo italiano               | Prima TV USA     | Prima TV Italia  |
| -- | ------------------------------ | ----------------------------- | ---------------- | ---------------- |
| 1  | Traffic                        | Traffico                      | 29 giugno 2011   | 11 novembre 2011 |
| 2  | But There's a Catch            | ...c'è una sorpresa           | 6 luglio 2011    | 18 novembre 2011 |
| 3  | Rash Talk                      | Reazione allergica            | 13 luglio 2011   | 25 novembre 2011 |
| 4  | The Shaw/Hank Redemption       | La redenzione di Shaw ed Hank | 20 luglio 2011   | 2 dicembre 2011  |
| 5  | A Man Called Grandpa           | Un uomo chiamato nonno        | 27 luglio 2011   | 9 dicembre 2011  |
| 6  | An Apple a Day                 | Una mela al giorno            | 3 agosto 2011    | 16 dicembre 2011 |
| 7  | Ta Da For                      | Abracadabra                   | 10 agosto 2011   | 16 dicembre 2011 |
| 8  | Run, Hank, Run                 | Corri, Hank, corri            | 17 agosto 2011   | 23 dicembre 2011 |
| 9  | Me First                       | Prima io                      | 24 agosto 2011   | 23 dicembre 2011 |
| 10 | A Little Art, A Little Science | Un po' arte, un po' scienza   | 31 agosto 2011   | 30 dicembre 2011 |
| 11 | A Farewell to Barnes           | Addio ai Barnes               | 18 gennaio 2012  | 24 aprile 2012   |
| 12 | Some Pig                       | Maialino                      | 25 gennaio 2012  | 24 aprile 2012   |
| 13 | My Back to the Future          | Il mio ritorno al futuro      | 1º febbraio 2012 | 1º maggio 2012   |
| 14 | Bottoms Up                     | In alto i calici              | 8 febbraio 2012  | 1º maggio 2012   |
| 15 | Hank and the Deep Blue Sea     | Hank e il profondo mare blu   | 15 febbraio 2012 | 8 maggio 2012    |
| 16 | This One's for Jack            | In memoria di Jack            | 22 febbraio 2012 | 8 maggio 2012    |

## Traffico
- Titolo originale: Traffic
- Diretto da: Costantine Makris
- Scritto da: Andrew Lenchewski

### Trama
Ricomincia l'estate ed, Hank, dopo un inverno trascorso in relax, torna alla sua solita vita e al lavoro per la HankMed. Mentre Hank è con Evan ad un appuntamento con Divya per cercare di mettere ordine ai loro appuntamenti, un incidente vede coinvolte due auto ed un pullman portando subito la HankMed ad intervenire. Dopo aver aiutato tutti i passeggeri, Hank, Evan e Divya scendono dal mezzo rendendosi conto di aver intorno a loro un pubblico ad applaudirli, cosa che Evan vorrebbe sfruttare come pubblicità.
Intanto, Boris cerca di ottenere la custodia per il futuro figlio che avrà da Marisa ma, mentre stanno parlando proprio di questo, la donna ha un attacco che porta Boris a chiamare Hank, con il quale cercherà di riallacciare i rapporti.
Evan, preoccupato per la lontananza di Paige, decide di organizzarle una festa ma la ragazza non si presenta e, al suo posto, torna Jill, con delle novità per Hank: la donna è infatti stata chiamata per un lavoro lontano dagli Hamptons.
Intanto, Hank si occupa di una donna rimasta coinvolta nell'incidente che, dopo un'iniziale situazione controllata, la donna ha dei mancamenti che portano il dottore a ricoverarla in ospedale dove, il caporeparto, gli offre un nuovo lavoro. Sistemata la donna, Hank incontra nuovamente Boris il quale gli offre di tornare di nuovo a casa da lui, offerta subito raccolta dal medico, stanco di vivere a casa Newberg.
Dopo la rottura con Raj, Divya cerca di riavvicinarsi ai genitori ma, quando scopre che le hanno nuovamente organizzato un incontro con un ragazzo, la cosa degenera e i genitori decidono di troncare tutti i rapporti con lei e, rimasta quindi senza casa e senza soldi, Divya è costretta a stare per un po' a casa con Hank ed Evan il quale torna a sorridere grazie al ritorno di Paige tornata dall'Europa dove si è trattenuta per motivi familiari, che rassicura il ragazzo mostrandogli il suo amore.

## ...c'è una sorpresa
- Titolo originale: But There's a Catch
- Diretto da: Michael W. Watkins
- Scritto da: Michael Rauch

### Trama
Hank è chiamato da Ken Keller, suo ex compagno di scuola, per curare il suo giardiniere. L'uomo però sembra non gradire molto l'aiuto dei medici, sospettando che Ken voglia licenziarlo. Intanto, Hanka accetta poi di partecipare a un torneo di football organizzato dallo stesso Ken "Killer" Keller per beneficenza ma, durante la partita, i vecchi rancori tra i due verranno messi da parte poiché Hank aiuterà l'amico, rimasto infortunato.
Intanto, Evan cerca di parlare con Divya la quale però non si lascia scappare niente e si limita alla collaborazione con la HenkMed. Occupandosi del giardiniere, Divya scopre che l'uomo prendeva delle medicine che gli causavano dei disturbi e, così, riesce ad aiutarlo.
Intanto, Hank si trova nuovamente a dover aiutare Ken le cui condizioni sono peggiorate e, dopo una resistenza da parte dell'uomo, Hank lo convince a ricoverarsi in ospedale dove fortunatamente arrivano in tempo evitando complicazioni ancora più gravi.
A casa, Hank ed Evan fanno un regalo a Divya per farla sentire meglio: dopo che i genitori le hanno tolto la sua macchina, i due decidono di regalargliene una nuova che la donna accetta di gran cuore.

## Reazione allergica
- Titolo originale: Rash Talk
- Diretto da: Michael Rauch
- Scritto da: Constance M. Burge

### Trama
La HankMed si occupa di due casi: due amiche, che hanno da poco investito tutti i loro risparmi in un'impresa, fanno anche le pulizie in una casa degli Hamptons e, durante il loro giro quotidiano, una delle due ha una strana reazione. Dopo un iniziale miglioramento grazie alle prime cure date da Divya ed Hank, la ragazza ha un ulteriore peggioramento che, solo un ricovero in ospedale potrà far migliorare.
Intanto, Hank si occupa di una coppia sposata da molto tempo che, oltre ai problemi di salute della donna, ha anche problemi con il vicino. Dopo una lite con quest'ultimo però, Hank riesce a capire da dove deriva il problema della donna riuscendo così a guarire lei e a far riappacificare i due vicini.
Evan intanto, passa del tempo con Paige la quale però, gli sta nascondendo qualcosa che, prima ha pensato di dire ad Hank ma poi ha preferito non parlargli per evitare imbarazzi.
Divya cerca di rendersi utile in casa cucinando per gli amici ma, dopo essersi resa conto che la sua cucina non è il massimo, decide di rinunciare.
Jill continua la sua storia con Hank.

## La redenzione di Shaw ed Hank
- Titolo originale: The Shaw/Hank Redemption
- Diretto da: Matthew Penn
- Scritto da: Jon Sherman e Carol Flint

### Trama
Hank ed Evan vanno in viaggio in Florida per assistere all'udienza per il rilascio di Eddie.

## Un uomo chiamato nonno
- Titolo originale: A Man Called Grandpa
- Diretto da: Matthew Penn
- Scritto da: Andrew Lenchewski  e Jessica Ball

### Trama
Con la possibilità che Eddie esca sulla parola, Evan ringrazia il nonno ritrovato condividendo con lui le corse dei cavalli.

## Una mela al giorno
- Titolo originale: An Apple a Day
- Diretto da: Don Scardino
- Scritto da: Jack Bernstein

### Trama
La mamma di Libby contatta Hank dopo un incidente a causa di una ferita che non vuol guarire. Nel frattempo Evan si dichiara a Paige.

## Abracadabra
- Titolo originale: Ta Da For
- Diretto da: Ed Fraiman
- Scritto da: Jon Sherman

### Trama
Un mago chiede aiuto a Hank per trovare la causa dei suoi problemi d'ansia prima che lo spettacolo vada storto.

## Corri, Hank, corri
- Titolo originale: Run, Hank, Run
- Diretto da: Emile Levisetti
- Scritto da: Carol Flint

### Trama
Una maratoneta si sente male e chiede aiuto a Hank per riuscire a partecipare alla prossima maratona.

## Prima io
- Titolo originale: Me First
- Diretto da: Allison Liddi-Brown
- Scritto da: Michael Rauch  e Constance M. Burge

### Trama
Hank sta cercando di trovare una cura per un bambino affetto da asma.

## Un po' arte, un po' scienza
- Titolo originale: A Little Art, A Little Science
- Diretto da: Matthew Penn
- Scritto da: Andrew Lenchewski

### Trama
Eric Kassabian, il proprietario di una galleria d'arte che ha acquistato il disegno di Paige chiede aiuto a Hank. Hank scopre che i sintomi non sono dovuti all'aggravarsi del diabete ma ad una lampada difettosa della galleria d'arte che provocava visioni e attacchi epilettici. Kassabian andato in ospedale incontra Divya che fa finta di non conoscerlo, e sarà proprio quest'ultima che, stanca per le troppe ore di lavoro tra la Hankmed e i turni in ospedale, gli prescriverà per sbaglio delle pillole di steroidi. Così Hank trova Kassabian sul pavimento della galleria in una crisi epilettica, chiama il 911 e si accorge dell'errore commesso in ospedale.

## Addio ai Barnes
- Titolo originale: A Farewell to Barnes
- Diretto da: Michael Rauch
- Scritto da: Jon Sherman, Michael Rauch

### Trama
Il team di HankMed frequenta una festa di divorzio per trattare con il pianificatore di questa festa e Hank biasima il dottor Van Dyke per un errore di prescrizione che per Eric Kassabian può costare la vita. Paige fa un'offerta a Evan che non può rifiutare.

## Maialino
- Titolo originale: Some Pig
- Diretto da: Michael Watkins
- Scritto da: Jessica Ball

### Trama
Hank ha difficoltà a fidarsi di Divya dopo il fatale errore commesso da lei in merito alla prescrizione. Nel frattempo devono anche capire la misteriosa malattia che infetta i membri di una rock band, dovranno lavorare insieme per capire le cause del malore. Hank deve anche comunicare a Jack una notizia, mentre la nuova fidanzata di Evan cerca di mantenere la calma quando si trova Paige in giro per casa.

## Il mio ritorno al futuro
- Titolo originale: My Back to the Future
- Diretto da: Mark Feuerstein
- Scritto da: Constance M. Burge, Jack Bernstein

### Trama
Quando un problema alla schiena limita la capacità di Hank di curare i pazienti, Evan chiede aiuto al dottor Van Dyke come un sostituto momentaneo.

## In alto i calici
- Titolo originale: Bottoms Up
- Diretto da: Tricia Brock
- Scritto da: Carol Flint, Simran Baidwan

### Trama
Una ex stella visita gli Hamptons per rilanciare la sua carriera. Jack cerca di ritardare il suo trattamento. 

## Hank e il profondo mare blu
- Titolo originale: Hank and the Deep Blue Sea
- Diretto da: Jay Chandresekhar
- Scritto da: Michael Rauch, Jessica Ball

### Trama
Durante il battesimo del figlio di Boris si presenta la cugina per ricucire il loro rapporto. Evan offre un aiuto finanziario a Divya e una notizia scioccante sconvolgerà tutti.

## In memoria di Jack

Hank va da Jill per proporle un nuovo lavoro, dopo essersi licenziato dalla HankMed.

- Titolo originale: This One's for Jack
- Diretto da: Emile Levisetti
- Scritto da: Andrew Lenchewski

### Trama
Hank non riesce ad accettare la morte di Jack. Evan nel frattempo lavora con la cugina di Boris.